# 西酒造
西酒造株式会社（にししゅぞう、英文名称-Nishi Sake Brewery Co.,LTD.）は、鹿児島県日置市吹上町与倉に本社を置く焼酎製造業者。創業は1845年（弘化2年）。
代表銘柄は薩摩宝山（平成21酒造年度鹿児島県本格焼酎鑑評会 総裁賞代表受賞、2011年モンドセレクション 最高金賞受賞）。
現社長の西陽一郎は8代目にあたり、東京農業大学農学部醸造学科（現・応用生物科学部醸造科学科）を卒業後、杜氏として焼酎造りを行なっている。

## 銘柄
- 薩摩宝山
  - 福寿 - 25度、1800mL、黄金千貫、米麹、単式蒸留、1600日以上熟成
  - 芋麹全量 - 出来高度数（約28度）、黄金千貫、芋麹、単式蒸留
  - 綾紫・芋麹全量 - 出来高度数（約28度）、綾紫、芋麹、単式蒸留、
  - 黒麹仕込 - 25度、黄金千貫、米麹（黒麹）、単式蒸留
  - 三段仕込 - 28度、綾紫、芋麹（黒麹）、単式蒸留、綾紫100%
  - 紅 - 25度、綾紫（地元）、米麹、単式蒸留
  - 限選 - 25度、黄金千貫（地元）、米麹、単式蒸留
- 宝山
  - 富乃宝山 - 25度、黄金千貫、米麹（黄麹）、単式蒸留
  - 吉兆宝山 - 25度、黄金千貫、米麹（黒麹）、単式蒸留
  - 白天宝山 - 25度、黄金千貫、米麹（白麹）、単式蒸留
  - 宝山・綾紫 - 34度、綾紫、米麹、無濾過・無調整直詰、単式蒸留
  - 宝山・白豊 - 34度、白豊、米麹、無濾過・無調整直詰、単式蒸留
  - 宝山・紅東 - 34度、紅東、米麹、無濾過・無調整直詰、単式蒸留
  - 綾紫印 - 25度、綾紫、米麹、単式蒸留
  - 白豊印 - 25度、白豊、米麹、単式蒸留
  - 紅東印 - 25度、紅東、米麹、単式蒸留
- 天使の誘惑 - 40度、720mL、黄金千貫、米麹、単式蒸留、熟成、琥珀色
- 万暦 - 44.5〜44.9度、360mL、黄金千貫、米麹、単式蒸留、初留取り原酒
- 一粒の麦 - 25度、大麦、大麦麹、単式蒸留
- 炙麦 - 25度、麦、麦麹、単式蒸留
- 初芋蒸 - 25度、黄金千貫、米麹、無濾過・無調整直詰、単式蒸留、新酒
- 貴醸仕込み - 誉蔵 25度、黄金千貫、米麹（白麹）、単式蒸留

## 銘柄の由来
島津氏の祖、島津忠久が祈祷僧として連れていた宝山検校の名である宝山が銘柄の由来である(代表銘柄-薩摩宝山)。

## 受賞歴
- 西酒造
  - 2014年 - インターナショナル・ワイン・アンド・スピリッツ・コンペティション（IWSC）において、アジア最優秀蔵元（Asia Pacific Spirits Producer）認定を受ける。

- 銘柄別
  - 天使の誘惑 - 2014年IWSC 2014最高金賞&部門最高賞 “トロフィー”を W受賞
  - 万暦 - 2014年 2014金賞受賞
  - 薩摩宝山　白麹仕込み - 2014年IWSC2014金賞受賞、2011年モンドセレクション最高金賞受賞、2012年～2013年モンドセレクション金賞受賞
  - 薩摩宝山　黒麹仕込み - 2011年モンドセレクション金賞受賞
  - 紅薩摩宝山　黒麹仕込み - 2011年モンドセレクション金賞受賞
  - 吉兆宝山　黒麹仕込み - 2011年モンドセレクション最高金賞受賞
  - 富乃宝山　黒麹仕込み - 2011年モンドセレクション金賞受賞
  - 白天宝山　黒麹仕込み - 2011年モンドセレクション金賞受賞
  - 薩州宝山 - 2011年モンドセレクション金賞受賞
  - 宝山 芋麹全量 - 2011年モンドセレクション金賞受賞
  - 綾紫芋麹全量 - 2011年モンドセレクション金賞受賞
  - 綾紫印 - 2011年モンドセレクション金賞受賞
  - 白豊印 - 2011年モンドセレクション金賞受賞
  - 紅東印 - 2011年モンドセレクション金賞受賞